# 加群の長さ
抽象代数学において、加群の長さ (length) は加群の「大きさ」の尺度である。それは部分加群の最長の鎖の長さと定義され、ベクトル空間の次元の概念の一般化である。有限の長さをもつ加群は有限次元ベクトル空間と多くの重要な性質を共有する。
環と加群の理論において「大きさを測る」ために使われる他の概念は深さと高さである。これらは両方とも定義するのが幾分デリケートである。これらはまた有用な次元のさまざまなアイデアである。長さ有限の可換環は形式的な代数幾何学の関手的扱いにおいて本質的な役割を果たす。

## 定義
M をある環 R 上の（左または右）加群とする。
{\displaystyle N_{0}\subsetneq N_{1}\subsetneq \cdots \subsetneq N_{n}}
の形の M の部分加群の鎖が与えられると、n を鎖の長さ (length) という。M の長さはその任意の鎖の最長の長さと定義される。そのような最大の長さが存在しなければ、M の長さは無限であるという。
環 R が左 R 加群として有限の長さをもつとき，環として有限の長さをもつという。

## 例
- 零加群は長さ 0 の唯一の加群である。長さ 1 の加群はちょうど単純加群である。
- すべての有限次元ベクトル空間に対して（基礎体上の加群と見て）長さと次元は一致する。
- 巡回群 Z/nZ の長さは（整数環 Z 上の加群と見て）n の重複度も込めた素因数の数に等しい。

## 事実
加群 M が有限の長さをもつこととアルティンかつネーターであることは同値である。 
M が有限の長さをもち N が M の部分加群であれば、N もまた有限の長さをもち、length(N) ≤ length(M) が成り立つ。さらに、N が M の真の部分加群であれば（すなわち M に等しくなければ）、length(N) < length(M) である。
加群 M1 と M2 が有限の長さをもてば、それらの直和もそうであり、直和の長さは M1 と M2 の長さの和に等しい。
{\displaystyle 0\rightarrow L\rightarrow M\rightarrow N\rightarrow 0}
を R-加群の短完全列とする。このとき M が有限の長さをもつことと L と N が有限の長さもつことは同値であり、
length(M) = length(L) + length(N)
が成り立つ（この主張は前の 2 つを意味する）。
加群 M の組成列は
{\displaystyle 0=N_{0}\subsetneq N_{1}\subsetneq \cdots \subsetneq N_{n}=M}
の形の鎖であって
{\displaystyle N_{i+1}/N_{i}{\mbox{ is simple for }}i=0,\dots ,n-1}
であるようなものである。すべての長さ有限の加群 M は組成列をもち、すべてのそのような組成列の長さは M の長さに等しい。